# 1941 au Maroc
Chronologie du Maroc
- 1937
- 1938
- 1939
- 1940
- 1941
- 1942
- 1943
- 1944
- 1945

Cet article présente les faits marquants de l'année 1941 au Maroc ou relatifs au Maroc.